# JFA 全日本フットサル選手権大会
JFA 全日本フットサル選手権大会（ジェイエフエイぜんにほんフットサルせんしゅけんたいかい）は、日本サッカー協会が、毎年2月ないし3月に行われるフットサルの全国大会である。

## 歴史
1996年に第1回大会が行われた。初期には日産自動車、その後は日本ハム、2004年はファミリーマートが冠スポンサーになった。2005年から2015年大会まではプーマがスポンサーとなり、「プーマカップ」という名称でも知られた。2006年からは決勝ラウンドにおいて、男女混合フットサル大会「プーマユニミックスカップ」のエキシビションも開催されていた。

## 特色
各地区予選を勝ち抜いたチームが、トーナメント方式で行う。決勝ラウンドは第12回まで駒沢体育館、第13回以降は国立代々木第一体育館にて開催される。2006年以降、1次ラウンドは関西地方などで開催されている。また、2007年の1回戦は舞洲アリーナで開催された。
優勝チームにはJFA杯（日本サッカー後援会40周年記念として寄贈）が授与される。名古屋オーシャンズが最多の6回優勝している。

## 歴代大会結果
| 回 | 年     | 優勝                             | 準優勝                           | 3位                                 |
| -- | ------ | -------------------------------- | -------------------------------- | ----------------------------------- |
| 1  | 1996年 | ルネス学園甲賀サッカークラブ     | 札幌蹴球団                       | NTT九州サッカー部                   |
| 2  | 1997年 | 府中水元クラブ                   | 三菱化学黒崎フットボールクラブ   | 広島大学体育会サッカー部            |
| 3  | 1998年 | ルネス学園甲賀サッカークラブ     | Azul                             | 横浜マリノス                        |
| 4  | 1999年 | FIRE FOX IPANEMA'S               | 筑波大学蹴球部                   | THE GREAT HOTCH POTCH               |
| 5  | 2000年 | FIRE FOX IPANEMA'S               | ASPA FC                          | FC小白川                            |
| 6  | 2001年 | CASCAVEL BANFF                   | FIRE FOX                         | BORDON                              |
| 7  | 2002年 | FIRE FOX                         | Suerte banff                     | 小金井ジュール                      |
| 8  | 2003年 | P.S.T.C LONDRINA                 | カンカンボーイズ                 | CASCAVEL                            |
| 9  | 2004年 | BANFF TOHOKU                     | FIRE FOX                         | FUTURO FUTSAL                       |
| 10 | 2005年 | FIRE FOX                         | EMERSON F.C                      | Daiwa Sports Nanshin Futsal Club    |
| 11 | 2006年 | PREDATOR                         | Forca Verde/BANFF                | 高槻松原FC                          |
| 12 | 2007年 | 大洋薬品/BANFF                   | 府中アスレティックFC             | FIRE FOX                            |
| 13 | 2008年 | バルドラール浦安                 | 名古屋オーシャンズ               | シュライカー大阪                    |
| 14 | 2009年 | FUGA MEGURO                      | 名古屋オーシャンズ               | デウソン神戸                        |
| 15 | 2010年 | シュライカー大阪                 | 湘南ベルマーレ                   | デウソン神戸                        |
| 16 | 2011年 | 東日本大震災のため大会途中で中止 | 東日本大震災のため大会途中で中止 | 東日本大震災のため大会途中で中止    |
| 17 | 2012年 | シュライカー大阪                 | バルドラール浦安                 | 府中アスレティックFC                |
| 18 | 2013年 | 名古屋オーシャンズ               | フウガすみだ                     | エスポラーダ北海道                  |
| 19 | 2014年 | 名古屋オーシャンズ               | エスポラーダ北海道               | バルドラール浦安                    |
| 20 | 2015年 | 名古屋オーシャンズ               | デウソン神戸                     | ペスカドーラ町田                    |
| 21 | 2016年 | ペスカドーラ町田                 | 名古屋オーシャンズ               | バルドラール浦安                    |
| 22 | 2017年 | シュライカー大阪                 | フウガドールすみだ               | 府中アスレティックFC                |
| 23 | 2018年 | 名古屋オーシャンズ               | シュライカー大阪                 | 湘南ベルマーレ                      |
| 24 | 2019年 | 名古屋オーシャンズ               | 立川・府中アスレティックFC       | シュライカー大阪 ヴォスクオーレ仙台 |
| 25 | 2020年 | 新型コロナウイルス流行のため中止 | 新型コロナウイルス流行のため中止 | 新型コロナウイルス流行のため中止    |
| 26 | 2021年 | トルエーラ柏                     | フウガドールすみだ               | ペスカドーラ町田 バサジィ大分       |
| 27 | 2022年 | 立川・府中アスレティックFC       | 名古屋オーシャンズ               | バルドラール浦安 バサジィ大分       |
| 28 | 2023年 | フウガドールすみだ               | 湘南ベルマーレ                   | 名古屋オーシャンズ Y.S.C.C.横浜     |
| 29 | 2024年 | 名古屋オーシャンズ               | 立川アスレティックFC             | バルドラール浦安 ペスカドーラ町田   |

## クラブ別優勝回数
| 回数 | クラブ                       | 優勝年                                   |
| ---- | ---------------------------- | ---------------------------------------- |
| 7回  | 名古屋オーシャンズ           | 2007, 2013, 2014, 2015, 2018, 2019, 2024 |
| 4回  | FIRE FOX                     | 1999, 2000, 2002, 2005                   |
| 3回  | シュライカー大阪             | 2010, 2012, 2017                         |
| 2回  | フウガドールすみだ           | 2009, 2023                               |
| 2回  | ペスカドーラ町田             | 2001, 2016                               |
| 2回  | バルドラール浦安             | 2006, 2008                               |
| 2回  | ルネス学園甲賀サッカークラブ | 1996, 1998                               |
| 1回  | 立川・府中アスレティックFC   | 2022                                     |
| 1回  | トルエーラ柏                 | 2021                                     |
| 1回  | BANFF TOHOKU                 | 2004                                     |
| 1回  | 湘南ベルマーレ               | 2003                                     |
| 1回  | 府中水元クラブ               | 1997                                     |

## 試合中継
2007年までは決勝戦の模様をJ SPORTSで中継していた。
2008年からはテレ朝チャンネルで録画放送される。
2017年から2021年はABEMAでも決勝ラウンド全8試合が完全無料で生中継されている。
2022年はテレ朝チャンネルで準決勝と決勝を生中継。